# Tesson
Tesson là một xã trong tỉnh Charente-Maritime trong vùng Nouvelle-Aquitaine, tây nam nước Pháp. Xã Tesson nằm ở khu vực có độ cao từ 34–58 m mét trên mực nước biển.